# Шах Ніяз-хан
Шах Ніяз-хан (д/н—1702) — хівинський хан у 1698—1702 роках. Повне ім'я Ісхак-ага Шах Ніяз.

## Життєпис
Походив з династії Арабшахів, гілки Шибанідів. Син Джучі-хана. ПО материнській лінії був родичем бухарського хана Субханкулі. 1698 року за допомоги останнього посів трон Хіви. Визнав зверхність Бухарського ханства, за допомоги якого того ж року відбив перський напад.
Невдовзі розпочав політику з повернення незалежності. 1700 року відправив посольство на чолі із Достекбек-багадуром до московського царя Петра I з проханням взяти Хіви під свій протекторат. Втім хан таким чином намагався отримати привілеї для своїх купців в Астрахані та захист від казахів. При цьому розумів, що Москва тоді не могла загрожувати Хівинському ханству.
Водночас намагався розширити підтримку серед узбецької знаті. Потім підкорив деякі туркменські племена, змусивши їх платити харадж (поземельний податок).
За наказом Шах Ніяз-хана була облаштована гробниця поета Пахлаван Махмуда у Хіві. Помер 1702 року. Йому спадкував син Шахбахт.